# Nahuatzen

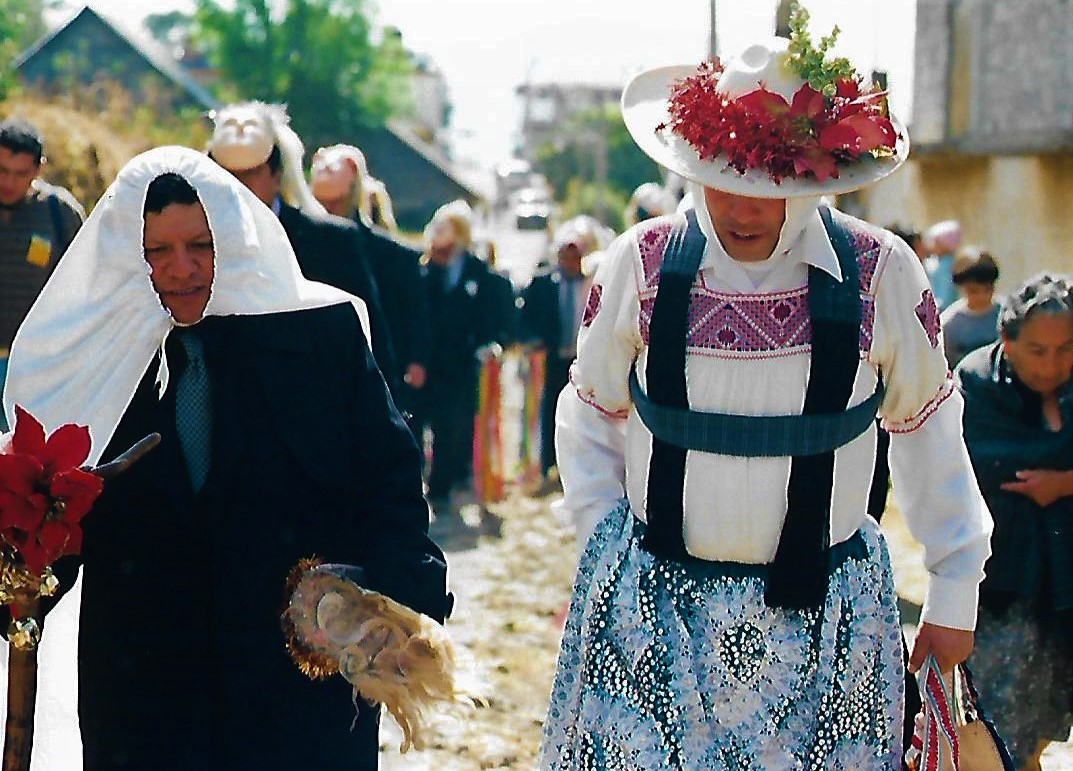
Participants à un festival à Nahuatzen.

Nahuatzen est l'une des 113 municipalités de l'état de Michoacán, au Mexique.